# Avaji
Avaji er en ø i Kii-kanalen, der er beliggende mellem Honshū og Shikoku i Japan. Øen har et areal på 566 kvadratkilometer.
34°23′N 134°50′Ø / 34.383°N 134.833°Ø
- Wikimedia Commons har flere filer relateret til Avaji